# Z - L'inizio di tutto
Z - L'inizio di tutto (Z: The Beginning of Everything) è una serie televisiva statunitense creata da Dawn Prestwich e Nicole Yorkin per Amazon Studios e basata sul romanzo Zelda di Therese Anne Fowler. La serie presenta in una versione romanzata la vita della scrittrice e socialite Zelda Sayre Fitzgerald, interpretata da Christina Ricci, negli anni '20.
L'episodio pilota è stato diffuso il 5 novembre 2015, mentre i restanti sono stati pubblicati negli Stati Uniti il 27 gennaio 2017 su Prime Video. Il 27 aprile 2017 Amazon Studios rinnova la serie per una seconda stagione. Il 7 settembre 2017 Amazon ha rescisso il rinnovo cancellando la serie dopo una sola stagione.
In Italia la serie è stata distribuita il 24 febbraio 2017 sempre su Prime Video.

## Trama
Ambientata nei ruggenti anni '20, racconta l'ascesa di Zelda Sayre Fitzgerald, da ragazza del sud ad icona dell'età del Jazz, del suo incontro e della sua relazione con il celebre scrittore Francis Scott Fitzgerald. 

## Episodi
| Stagione       | Episodi | Pubblicazione USA | Pubblicazione Italia |
| -------------- | ------- | ----------------- | -------------------- |
| Prima stagione | 10      | 2015-2017         | 2017                 |

## Personaggi e interpreti

### Principali
- Zelda Sayre Fitzgerald, interpretata da Christina Ricci, doppiata da Domitilla D'Amico.
- Francis Scott Fitzgerald, interpretato da David Hoflin, doppiato da Francesco Pezzulli.
- Giudice Anthony Sayre, interpretato da David Strathairn, doppiato da Gianni Giuliano.
Padre di Zelda.

### Ricorrenti
- Minnie Sayre, interpretata da Kristine Nielsen, doppiata da Rossella Izzo.
Madre di Zelda.
- Tilde Sayre, interpretata da Holly Curran, doppiata da Georgia Lepore.
Sorella maggiore di Zelda.
- Tootsie Sayre, interpretata da Jamie Anne Allman, doppiata da Giuppy Izzo.
Sorella maggiore di Zelda.
- Livye Hart, interpretata da Maya Kazan, doppiata da Joy Saltarelli.
Amica d'infanzia di Zelda.
- Eleanor Browder, interpretata da Sarah Schenkkan, doppiata da Rossa Caputo.
Amica d'infanzia di Zelda.
- Tallulah Bankhead, interpretata da Christina Bennett Lind, doppiata da Myriam Catania.
Attrice e sorella di Eugenia.
- Eugenia Bankhead, interpretata da Natalie Knepp, doppiata da Eleonora Reti.
Sorella di Tallulah.
- Edna St. Vincent Millay, interpretata da Lucy Walters, doppiata da Francesca Manicone.
Poetessa.
- Ludlow Fowler, interpretato da Jordan Dean.
- Winston, interpretato da Andrew Bridges.
- Townsend Martin, interpretato da Corey Cott.

## Accoglienza
Sull'aggregatore di recensioni Rotten Tomatoes la prima stagione ottiene il 69% delle recensioni professionali positive, con un voto medio di 6,80 su 10 basato su 39 critiche. Il consenso critico del sito web indica, "Z - L'inizio di tutto presenta uno sguardo piacevole nella vita di Zelda Fitzgerald piena di splendore, macchie e ironia d'altri tempi, sebbene la serie soffra talvolta di una traiettoria priva di struttura e di una caratterizzazione eccessiva." Metacritic, invece, ha assegnato un punteggio di 61 su 100 basato su 17 recensioni, indicando "Generalmente favorevoli".